# B. Sumeeth Reddy

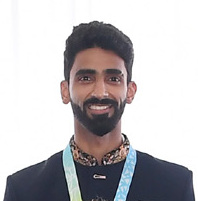
B. Sumeeth Reddy, 2022

Buss Sumeeth Reddy (* 26. September 1991) ist ein indischer Badmintonspieler.

## Karriere
Sumeeth Reddy nahm 2009 an den Badminton-Juniorenweltmeisterschaften teil. Im gleichen Jahr belegte er im Herreneinzel Rang zwei bei den Iran Fajr International 2009. Bei der India Super Series 2012 scheiterte er in der ersten Runde des Hauptfeldes. Bei den 77. nationalen Titelkämpfen, welche im Oktober 2012 ausgetragen wurden, wurde er erstmals indischer Meister. Beim India Open Grand Prix Gold 2012 stand er im Achtelfinale des Herrendoppels ebenso wie bei der India Super Series 2013, während er bei der Malaysia Super Series 2013 schon in der Qualifikation ausschied. 2013 nahm er auch an der Indian Badminton League teil. Reddy nahm an den Asienspielen 2014, den Asienspielen 2018 und den Olympischen Sommerspielen 2016 in Rio de Janeiro im Herren-Doppel teil.